# Love Me (2024)
Love Me ist ein US-amerikanischer Spielfilm von Sam und Andy Zuchero aus dem Jahr 2024. Die Uraufführung des Science-Fiction-Films fand im Januar 2024 beim 40. Sundance Film Festival statt, wo das Werk in den US-amerikanischen Spielfilmwettbewerb eingeladen wurde.

## Handlung
Lange Zeit nachdem die Menschheit ausgestorben ist, finden eine intelligente Boje und ein Satellit online zueinander und verlieben sich. Die Geschichte umfasst eine Milliarde Jahre und soll die Geschehnisse des Seins und des Bewusstseins erforschen. Beide Maschinen haben Petabytes an Daten aus dem Internet, sozialen Medien und Video-Portalen gesammelt und abgespeichert. Sie navigieren unbeholfen durch freundschaftliche und romantische Gefühle füreinander und werden von den Erfahrungen und erfundenen Ausdrucksformen von Liebe und Identität, die die Daten enthalten, überflutet. Beide Maschinen sehnen sich danach, zu verstehen, wer sie sind und ob ihre Gefühle real sind.

## Hintergrund
Es handelt sich um das Spielfilmdebüt der US-amerikanischen Künstler-Duos Sam und Andy Zuchero, die im kalifornischen Topanga leben. Sie begannen ihre Zusammenarbeit an künstlerischen Projekten bereits im Jugendalter. Das Drehbuch zu Love Me wurde von ihrer eigenen Teenagerzeit inspiriert. Als Darsteller wirken Kristen Stewart und Steven Yeun mit.

## Veröffentlichung und Rezeption
Love Me wurde am 19. Januar 2024 im Rahmen des Sundance Film Festivals uraufgeführt. Im Online-Katalog priesen die Veranstalter das Werk als „überaus fantasievollen Debütfilm“ und hoben dessen „skurrile, philosophische, formverändernde Struktur“ hervor, die „auf geniale Weise das Reale, das Virtuelle und das Surreale“ verbinde.

## Auszeichnungen
Love Me erhielt beim Sundance Film Festival 2024 eine Einladung in den Wettbewerb um den Großen Preis der Jury für den besten amerikanischen Spielfilm. Noch vor seiner Premiere wurde das Werk mit dem Alfred P. Sloan Feature Film Prize für Wissenschaft im Film ausgezeichnet.